# Estación de Agullent
Agullent es un apeadero ferroviario situado en el municipio español homónimo en la provincia de Valencia, Comunidad Valenciana. Cuenta con servicios de media distancia operados por Renfe

## Situación ferroviaria
La estación se encuentra en el punto kilométrico 32,6 de la línea férrea de ancho ibérico que une Játiva con Alcoy a 338,38 metros de altitud, entre las estaciones de Albaida y de Onteniente.

## Historia
La estación fue abierta al tráfico en 1894 con la apertura del tramo Albaida-Onteniente de la línea que pretendía unir Játiva con Alcoy. Algunas fuentes sitúan la apertura el 17 de mayo mientras que otras lo hacen el 1 de julio, o incluso el 23 de octubre. Si bien las obras fueron realizadas por Norte la concesión original la obtuvo el Marqués de Campo quien acordó la explotación inicial a través de la Sociedad de los Ferrocarriles de Almansa a Valencia y Tarragona (AVT). La incapacidad de esta última por cumplir los plazos de entrega acordados llevaron a que la línea fuera cedida a Norte. En 1941, tras la nacionalización del ferrocarril en España la estación pasó a ser gestionada por la recién creada RENFE.
Desde el 31 de diciembre de 2004 Adif es la titular de las instalaciones ferroviarias.

## Servicios ferroviarios

### Media Distancia
Los trenes de media distancia de Renfe cubren el trayecto Valencia-Alcoy. La frecuencia diaria varía entre los 2 y 4 trenes en cada sentido. 
| Línea MD | Trenes   | Origen/Destino |  | Destino/Origen |
| -------- | -------- | -------------- |  | -------------- |
| 47       | Regional | Valencia       |  | Alcoy          |